# Хачатрян Ашот Суренович
Ашот Суренович Хачатрян (вірм. Աշոտ Սուրենի Խաչատրյան; нар. 3 серпня 1959, Вірменська РСР, СРСР) — радянський та вірменський футболіст. Всю ігрову кар'єру провів у єреванському «Арараті». Майстер спорту міжнародного класу (1980). Капітан команди «Арарат» у 1985—1991 рр.
Закінчив філологічний факультет Єреванського педагогічного інституту (1980) та Єреванський інститут народного господарства (1987).

## Клубна кар'єра
1976 року закінчив Єреванську футбольну школу. Перший тренер — Ашот Гургенович Сарібекян. Того ж року був прийнятий у дубль «Арарату».
Восени 1976 року дебютував у радянській вищій лізі, проте повноцінним гравцем основи став із 1978 року.
В «Арараті» був штатним пенальтистом, багато забивав із гри. Після того, як у 1989 році в Лужниках у грі проти московського «Спартака» не зумів забити Станіславу Черчесову, пенальті у грі більше не пробивав.
У 1991 році підписав контракт на 1,5 роки з французьким аматорським клубом «Сі-Ле-Мулено». У Франції грав до закінчення сезону 1995/96.

## Тренерська кар'єра
У 1996 році повернувся до Вірменії, очолив клуб «Ван». Потім очолював клуби «Єреван» та «Аракс» (Арарат).

## Кар'єра у збірній
Грав у складі молодіжної збірної СРСР. Став віце-чемпіоном світу у 1979 році, у фіналі грав персонально проти Дієго Марадони. У 1980 році став чемпіоном Європи серед молодіжних команд.
Був кандидатом до основної збірної СРСР перед московською Олімпіадою. У грі проти Пахтакора отримав травму меніска, через яку тривалий час лікувався. У 1982 році провів чотири гри за олімпійську збірну СРСР, після чого в збірні команди не викликався.
Дебютував у складі збірної Вірменії 16 липня 1994 року у товариській грі проти збірної Мальти. Матч проходив у Єревані на стадіоні «Раздан» і закінчився з рахунком 1:0. Це була третя гра збірної Вірменії у її історії. Гравців на полі в капітанській пов'язці виводив Хачатрян. У наступній грі проти бельгійської збірної також брав участь, однак у наступних 5 матчах був відсутній.
Знову вийшов у складі збірної через рік, 16 серпня 1995 року проти збірної Данії. У виїзній грі, яка проходила в Скоп'є проти збірної Македонії, Хачатрян вийшов на поле на 84 хвилині матчу. Це була його остання гра у національній команді.

## Досягнення
«Арарат» (Єреван)
- Срібний призер чемпіонату СРСР : 1976 (весна)
- Фіналіст Кубка СРСР : 1976
- Чемпіон Європи серед юніорів : 1978
- Бронзовий призер Юніорського чемпіонату Європи: 1977
- Чемпіон Європи серед молодіжних команд : 1980
- Бронзовий призер Молодіжного чемпіонату Європи: 1982
- Срібний призер чемпіонату світу серед молодіжних команд : 1979 (найкращий захисник турніру)
- Список 33 найкращих футболістів сезону в СРСР : № 2 — 1979

## Родина
Одружений. Дружина Каріна, дочка Ліліт, син Сурен.